# Idaea trigonata
Idaea trigonata là một loài bướm đêm trong họ Geometridae.